# Bhutanesiskt rött ris

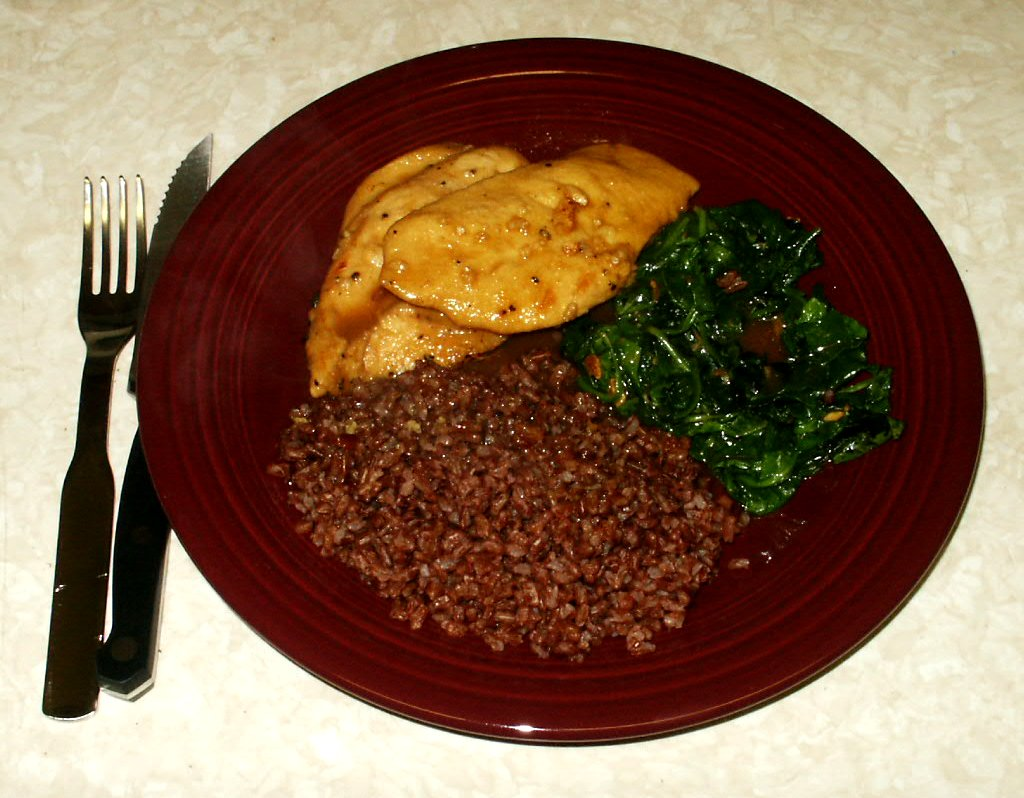
Kyckling, spenat och bhutanesiskt rött ris

Bhutanesiskt rött ris är ett medelstort ris som växer i Bhutan i östra Himalaya. Det är det bhutanesiska kökets viktigaste rissort. Sorten är ett rött japanskt ris. Riset är halvpolerat. Lite av den rödaktiga silverhinnan är kvar på riset. Därför är det något snabbare tillagat än opolerat råris. Kokt blir riset svagt rosa, mjukt och något klibbigt.
Riset började säljas i USA under mitten av 1990-talet.